# Maximilien Farez
Maximilien Farez,  né le 10 février 1769 à Villers-Plouich (généralité de Valenciennes) et décédé le 20 juin 1841 à Douai (Nord), est un homme politique français.

## Biographie
Avocat, puis professeur de lettres, il est juge de paix et procureur syndic sous la Révolution.
Il est membre du conseil général du Nord en 1802-1803, président de cette assemblée de 1832 à 1833.
Il est député du Nord de 1805 à 1815. Procureur impérial à Cambrai, il est révoqué sous la Seconde Restauration, et devient procureur général à Douai sous la monarchie de Juillet.

## Distinctions
- Chevalier de la Légion d'honneur par décret du 10 février 1817[5].